# Alan G. MacDiarmid
Alan G. MacDiarmid (n. 14 aprilie 1927, Masterton⁠(d), Wellington⁠(d), Noua Zeelandă – d. 7 februarie 2007, Drexel Hill⁠(d), Comitatul Delaware, Pennsylvania, Pennsylvania, SUA) a fost un chimist american de origine neozeelandeză, laureat al Premiului Nobel pentru chimie (2000) pentru "descoperirea și dezvoltarea polimerilor conductori".
A fost profesor la Universitatea din Pennsylvania, Philadelphia. A demonstrat că plasticul după anumite modificări, poate deveni conductor electric.